# Ovikens socken
Ovikens socken ligger i Jämtland, ingår sedan 1971 i Bergs kommun och motsvarar från 2016 Ovikens distrikt.
Socknens areal är 1 006,00 kvadratkilometer, varav 971,50 land. År 2000 fanns här 1 419 invånare. Tätorten Myrviken samt kyrkbyn Oviken med sockenkyrkorna Ovikens nya kyrka och Ovikens gamla kyrka ligger i socknen. 

## Administrativ historik
Ovikens socken har medeltida ursprung. 
Vid kommunreformen 1862 överfördes ansvaret för de kyrkliga frågorna till Ovikens församling och för de borgerliga frågorna till Ovikens landskommun. Landskommunen utökades 1952 och uppgick 1971 i Bergs kommun. Församlingen uppgick 2010 i Oviken-Myssjö församling.
1 januari 2016 inrättades distriktet Oviken, med samma omfattning som församlingen hade 1999/2000.
Socknen har tillhört fögderier, tingslag och domsagor enligt vad som beskrivs i artikeln Jämtland. De indelta soldaterna tillhörde Jämtlands fältjägarregemente och Jämtlands hästjägarkår.

## Geografi

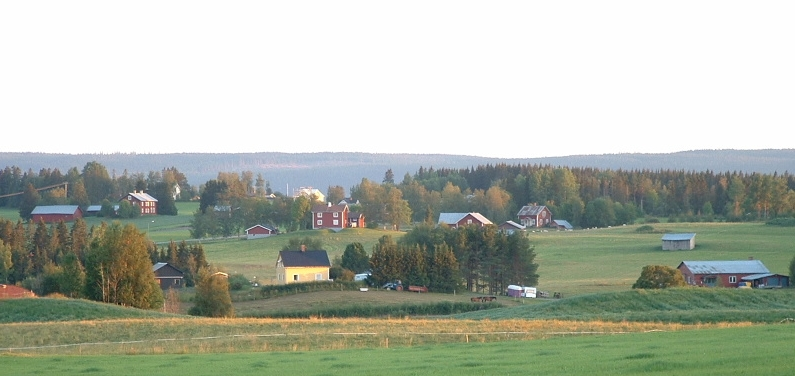
Gårdar i Oviken

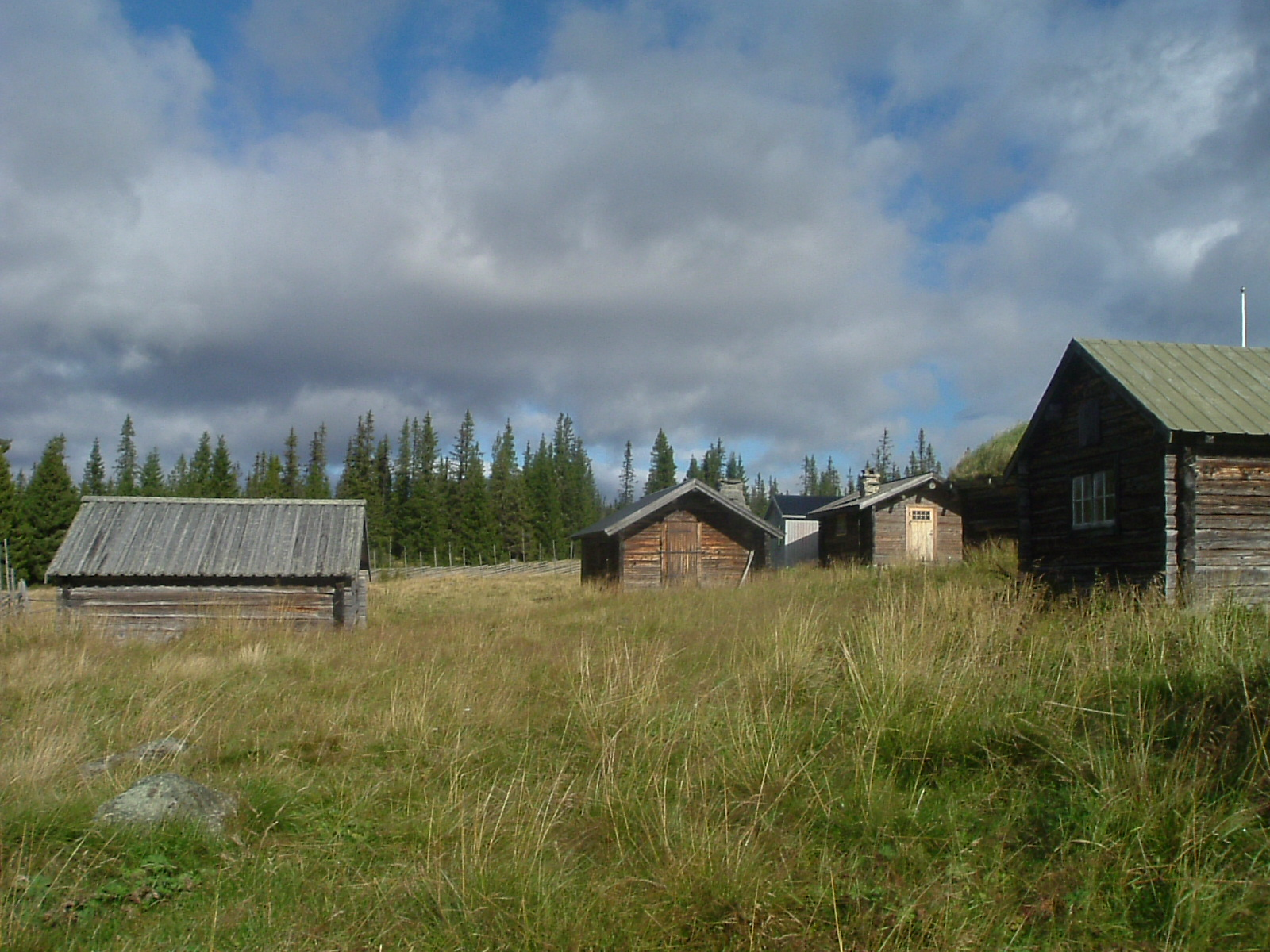
Fäbod

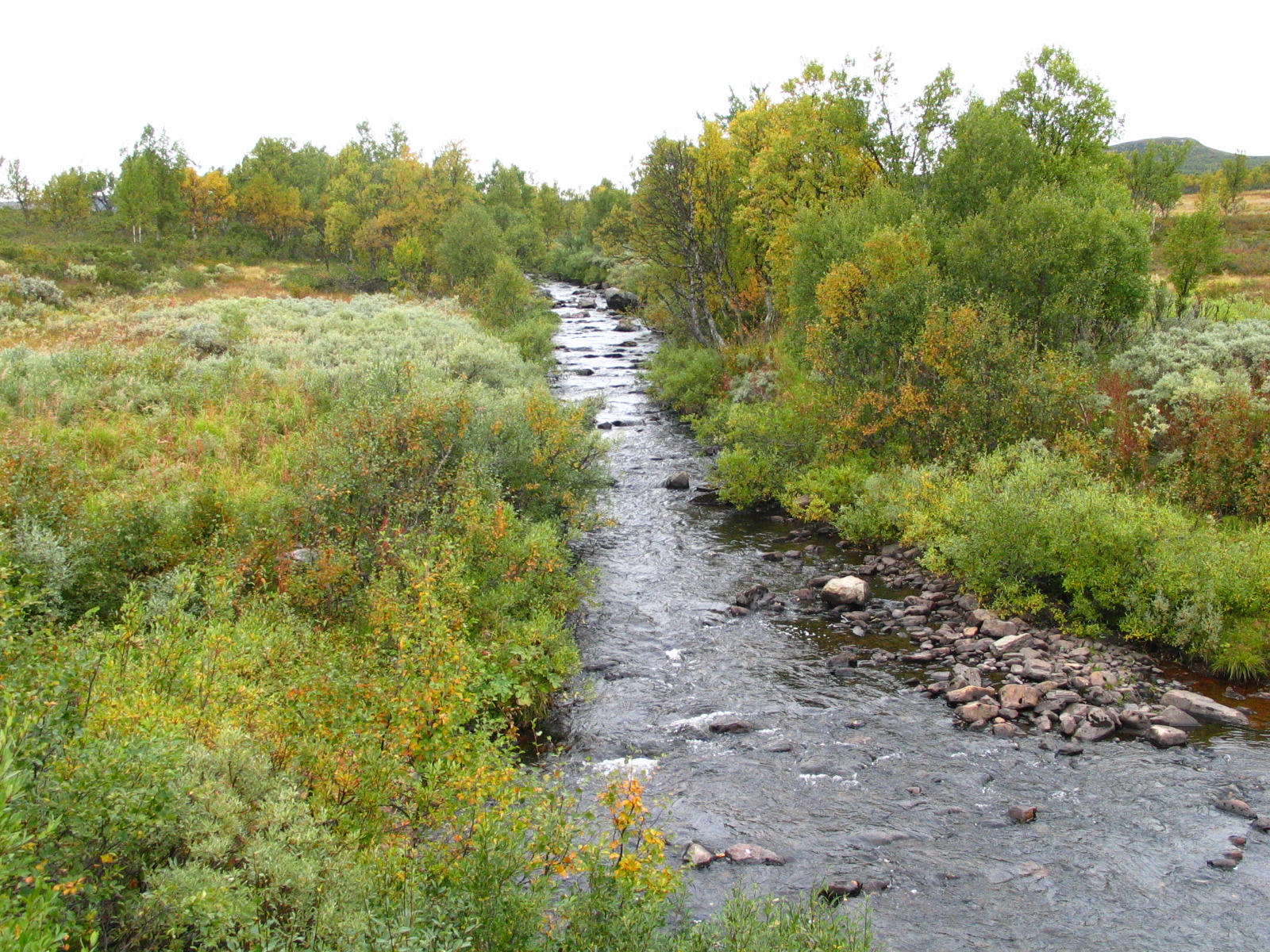
Fjällbäck

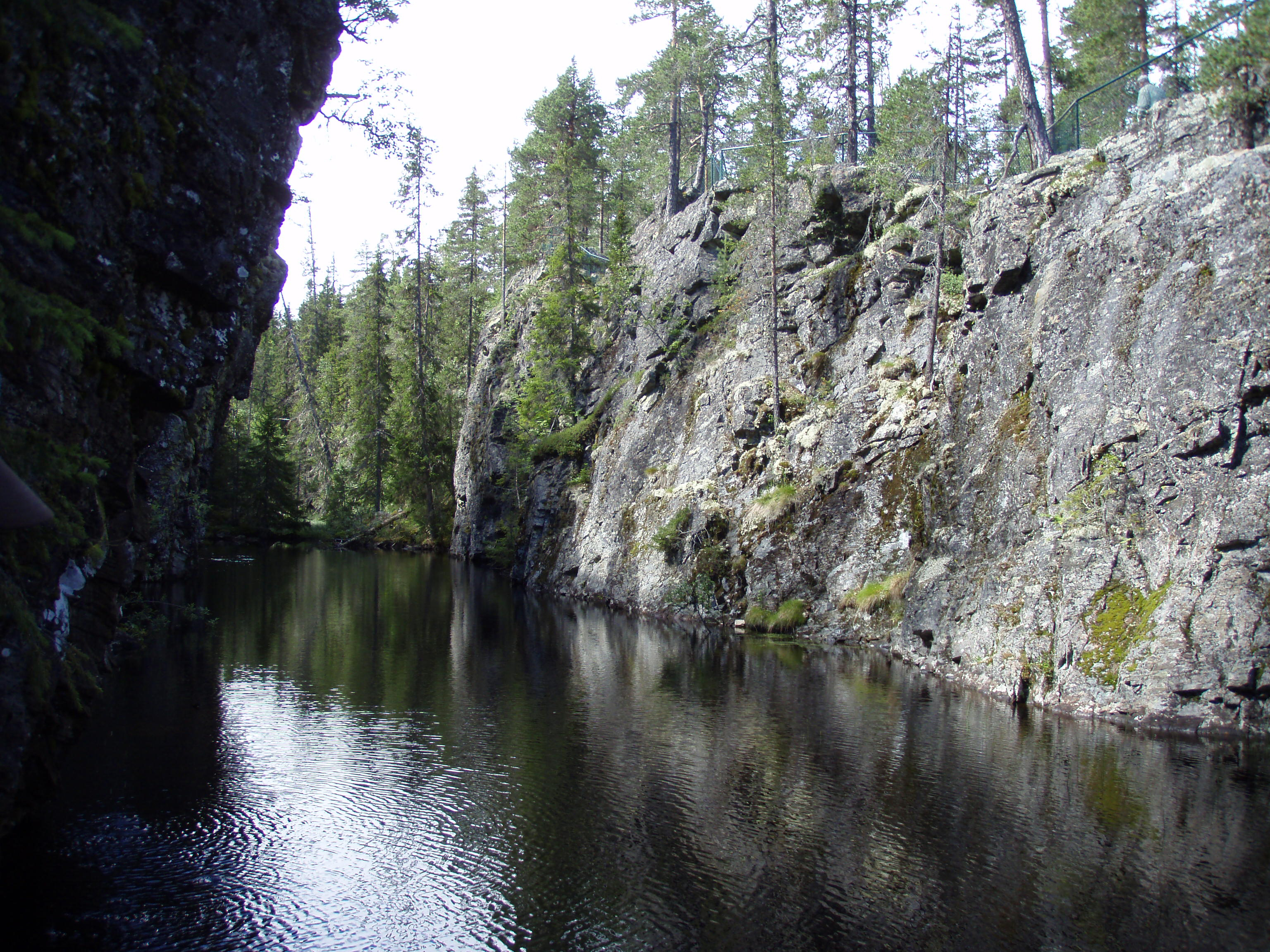
Kusbölehelvetet.

Ovikens socken sträcker sig från Storsjöns Bergsvik i öster och med Oviksfjällen i norr och väster. Socknen har odlingsbygd närmast sjön och är i övrigt en myrrik skogsbygd.
Ovikens sockens gårdar hade från 1700-talet fäbodar utefter en sträckning genom fjällen väster ut mot (västra) Galåbodarna och upp mot Arådalen. I den södra delen av Oviksfjällen finns omkring 30 fäbodställen. Två fäbodvallar, Östra Arådalen och Långbodarna, är alltjämt i drift. Vallen Östra Arådalen tilldelades 1991 det internationella byggnadspriset Europa Nostrapriset. De mer kända fäbodarna längs (eller nära) Fäbodvägen är, räknat från Persåsen mot Arådalen:  Landsombodarna,  Fittjebodarna, Långbodarna, Svedjebodarna, (västra) Galåbodarna, Nybodarna, Valskaftet, Prästbodarna, Östra Arådalens fäbodar och Västra Arådalens fäbodar. Fäbodvägen från Kövra till Arådalen anlades åren 1964 - 1965. Mellan byarna och de olika fäbodvallarna fanns ett väl utvecklat kommunikationsnät med buföringsvägar och stigar, många av dem ännu fullt synliga. Över de många myrarna finner man ibland rester efter kavelbroar. Naturen i området bär ännu prägel av att under flera hundra år varit nyttjad av människor och betande djur.
Det praktiskt taget obefolkade området mellan västra Storsjöbygden och Oviksfjällen var tidigare utmark åt bönderna från de södra Storsjösocknarna. Området utgörs av fjällnära skog, berg och stora myrmarker och hade ända in på 1900-talet mycket stor betydelse för bönderna på grund av tillgången på rikt skogs- och fjällbete och goda möjligheter till myrslåtter. Ödesbölet Takåsen, med fossil åkermark, odlingsrösen och flera husgrunder, ligger i skogsmark högt ovanför nuvarande jordbruksbebyggelse 
Festplatsen Fröjdholmen, omgiven av Storsjön, hade i många år ett stort midsommarfirande. Där anordnades dans på två dansbanor och norra Europas längsta vattenskidlopp: Fröjdholmsloppet. Midsommarfirandet på Fröjdholmen dog ut på 1980-talet.

### Geografisk avgränsning
Ovikens socken avgränsas i öster av Sannsundet, där den i nordost gränsar mot Sunne socken i Östersunds kommun. I sydost gränsar socknen mot Hackås socken och möter Myssjö socken i höjd med Käringviken i Sannsundet. Byarna Sölvbacken och Svensåsen tillhör socknen. Sockengränsen passerar viken Myrviken och faller in i Västnåran vid Västnårs kvarn och går upp till Fjösåsberget. Byarna Gisselåsen, Kinderåsen och Fjösåsen ligger i socknen. Gränsen går västerut strax norr om Västertaket och sammanfaller strax med den s.k. Fäbodvägen. Gränsen går norr om Landsombodarna i Myssjö socken och viker mot söder strax öster om Gamla Fittjebodarna. I detta område ligger Marntallsåsens naturreservat och vandringsleden Jämt-Norgevägen passerar. Sockengränsen går söder om Fittjebodarna, Långbodarna och Svedjebodarna och passerar Galån. I trakten av Galberget möter gränsen Åsarne socken och viker mot nordväst, passerar norr om Stavbrännan och följer därefter Arån mot norr. Gränsen viker mot väster söder om Busjöfjället och når Storsjö socken i trakten av Lill-Lövsjön, passerar Tossåsfjället och har sin västligaste punkt i Lunndörren. Lunndörrspasset i Lunndörrsfjällen är Ovikens sockens västligaste del. Här möts de tre socknarnaa Oviken, Storsjö och Undersåker.
Från Lunndörren går sockengränsen mot öster. I norr ligger nu Undersåkers socken i Åre kommun. Gränsen går genom Dörrsjön och söder om Anarisfjällen. Den följer bäcken Blankan och når Hanasjön. Den följer sedan Storån (gräns mot Hallens socken) genom Hosjön, söder om Hosjöbottnarna sameläger, och viker söder vid Storfallet, som ligger väster om Höglekardalen. Gränsen passerar Lekarån och faller in i Oviksfjällen. Fjället Drommen med Dromskåran ligger i Ovikens socken. Vid Koberget lämnar gränsen fjällen och går österut. I detta område ligger Gräftåvallen med Gräftåvallens flygplats och Häggsåsen. I norr ligger Marby socken i Åre kommun. Sockengränsen går mellan Västeråsen i Oviken och Möckelåsen i Marby. Önsta ligger i Ovikens socken. Gränsen passerar länsväg 321 mellan Månsåsen i Marby och Bölåsen i Oviken. Via Svarttjärnen går gränsen så ut i Sannsundet strax söder om Bruksviken i Marby socken. Byarna Hackåsen, Vattjom och Åbbåsen ligger i socknen.

## Fornlämningar
Man har anträffat några boplatser från stenåldern. Från järnåldern finns några gravhögar. Det finns gott om s.k. lågteknisk järnslagg från järnåldern och medeltiden. Vid holmen väster om Fröjdholmen återfinns en av järnframställningsplatserna. Dessutom finns det omkring 170 fångstgropar. Från medeltiden finns några ödegårdar samt källaren till fästet Koborgshus. I fjällen finns lämningar efter samekultur.

## Krigshändelser
År 1677 ägde en drabbning mellan Sverige och Danmark-Norge rum vid Ovikens kyrka, som de sistnämnda vann. Jämtarna i den svenska armén kapitulerade och deserterade till norrmännen, medan de svenska soldaterna och officerarna togs som krigsfångar.

## Namnet

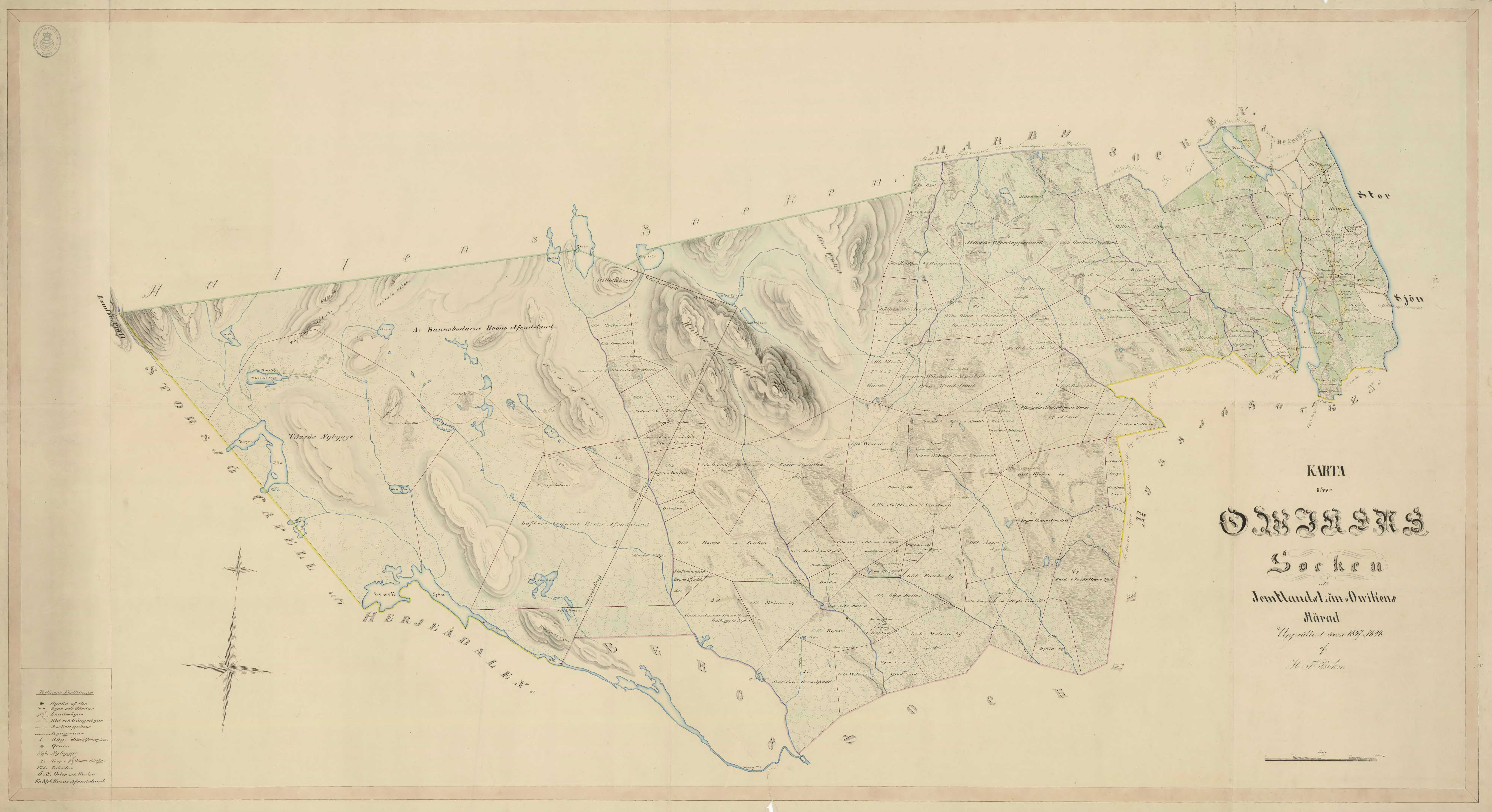
Karta över Ovikens socken från 1847.

Namnet (1344 Owik) kommer från en vik i Storsjön, nuvarande Myrviken. Tolkningen av förleden är oklar.

## Personer från bygden
- Prosten Erik Andersson (död 1563), Jämtlands reformator.
- Astronomiprofessorn Johan Bredman (1770–1859) vid Uppsala universitet.
- Artisten Lapp-Lisa (Lisa Thomasson) (1878–1932).
- Journalisten Daniel Viklund (1908–1996), som i många år bevakade EU-frågor i Dagens Nyheter.
- Författaren Elsa Wallén (1922–2001), mest känd för sina dikter på jämtska (Oviksmål).

## Litteratur om Oviken

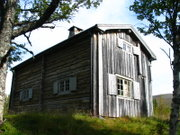
Anders Backmans hus i Västra Arådalen.

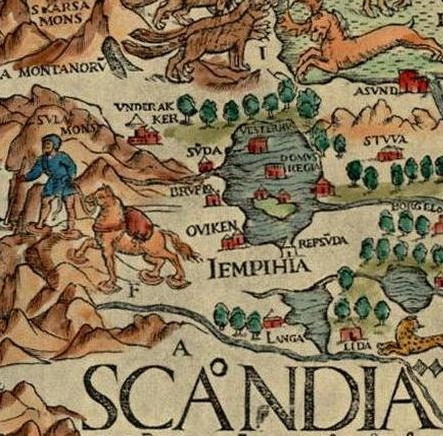
Oviken utmärkt på Olaus Magnus Carta Marina från 1539.